# 치트레

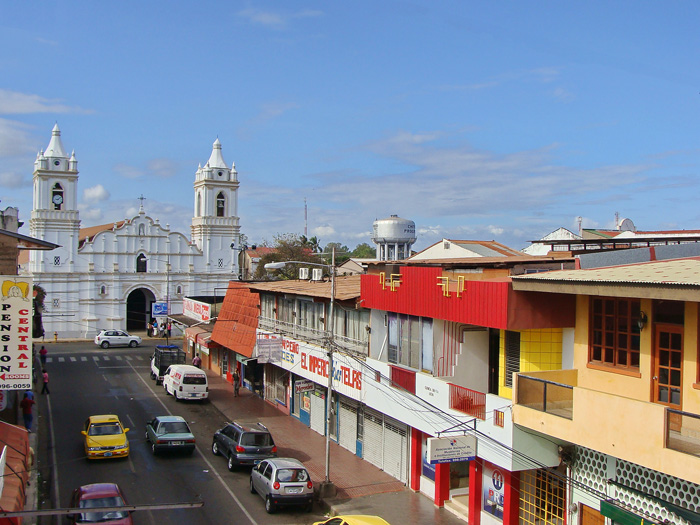
치트레

치트레(스페인어: Chitré)는 파나마 중부에 위치한 도시로 에레라 주의 주도이며 면적은 12.4km2, 높이는 24m, 인구는 9,092명(2010년 기준)이다. 파나마만에서 약 7km 정도 떨어진 내륙 지대에 위치한다.